# Steinar Sverd Johnsen
Steinar Sverd Johnsen er en norsk musiker kendt som keyboardspiller for flere black metal-bands, deriblandt Arcturus og Covenant (det senere The Kovenant). Herudover har han været sessions- og gæstemusiker for flere andre bands såsom Satyricon, Ulver og Ved Buens Ende.

## Diskografi

### Som medlem

#### MedArcturus
- 1990: Promo 90 (demo) – Selvudgivet
- 1994: Constellation (ep)
- 1996: Aspera Hiems Symfonia
- 1997: La Masquerade Infernale
- 1999: Disguised Masters (remixalbum)
- 1999: Reconstellation (bootleg)
- 2002: The Sham Mirrors
- 2002: Aspera Hiems Symfonia/Constellation/My Angel (opsamlingsalbum)
- 2005: Sideshow Symphonies
- 2006: Shipwrecked In Oslo (dvd)

#### MedCovenant
- 1998: Nexus Polaris

#### MedMortem
- 1989: Slow Death (demo)

### Som sessionsmusiker

#### MedSatyricon
- 1994: The Shadowthrone

#### MedVed Buens Ende
- 1995: ...Coiled in Obscurity

### Som gæst

#### MedFleurety
- 2000: Department of Apocalyptic Affairs (spor 2, "Face in a Fever")

#### MedUlver
- 1995: Bergtatt - Et Eeventyr i 5 Capitler (spor 3, "Capitel III: Graablick blev hun vaer")